# Clementina (nombre)
Clementina como un nombre (derivado de Clemente), puede referirse a:
- Princesa Clementina de Bélgica (1872-1955)
- Princesa Clementina de Orleans (1817-1907)
- Princesa Clementina Pauline von Metternich (1836 - 1921), una famosa socialité de Viena y de París
- Clementina Autain (nacida en 1973), una político francesa
- Clementina Célarié (nacida en 1957), una actriz francesa
- Clementina Churchill, la baronesa Spencer-Churchill (1885-1977), esposa de Sir Winston Churchill
- Clementina Delait (1865-1939), una señora francesa barbuda que llevaba un café
- Clementina Deliss (nacida en 1960), una investigadora
- Clementina Deymann, (1844-1896), una monja alemana-americano y capellán de la prisión
- Clementina Ford (nacida en 1979), una actriz estadounidense
- Clementina Hélène Dufau (1869-1937), pintora francesa
- Clementina Hunter (c. 1886/1887-1988), una popular autodidacta afroamericana
- Clementina Nzuji (nacida en 1944), poeta y lingüista africana
- Clementina Paddleford (1898-1967), escritora de comida americana
- Clementina Solignac (1894-2008), una francesa supercentenaria
- Clementina Stoney (nacida en 1981), una nadadora australiana
- Clémentine (nacida en 1963), una cantante y compositora francesa basada en música Japonesa
- Clementina (nacida en 1976), una cantante filipina, vocalista de Naranjas y Limones
- Clementina (nacida en 2013), una estudiante argentina

## Personajes de ficción
- Clementina, la heroína de una serie de libros para niños escrita por Sara Pennypacker
- Clementina Kruczynski, papel interpretado por Kate Winslet en el Eterno resplandor de una mente sin recuerdos
- Clementina, un personaje Muppets de Sesame Street
- Clementina Johnson, un personaje en la serie de televisión Reno 911!
- Clementine, el personaje principal del videojuego The Walking Dead